# Maguilla
Maguilla ist ein Dorf und eine Gemeinde (municipio) mit nur noch 929 Einwohnern (Stand: 2024) im Südosten der spanischen Provinz Badajoz in der Autonomen Gemeinschaft Extremadura.

## Lage
Maguilla liegt etwa 95 Kilometer südsüdöstlich von Mérida und etwa 170 Kilometer ostsüdöstlich von Badajoz in einer Höhe von ca. 525 m. Das Klima im Winter ist gemäßigt, im Sommer dagegen warm bis heiß; die eher geringen Niederschlagsmengen (ca. 466 mm/Jahr) fallen – mit Ausnahme der nahezu regenlosen Sommermonate – verteilt übers ganze Jahr.

## Bevölkerungsentwicklung
| Jahr      | 1970 | 1981 | 1991 | 2001 | 2011 | 2021 |
| Einwohner | 1717 | 1339 | 1175 | 1117 | 1029 | 960  |

## Sehenswürdigkeiten
- Kirche Mariä Gnade (Iglesia de San Bartolomé)

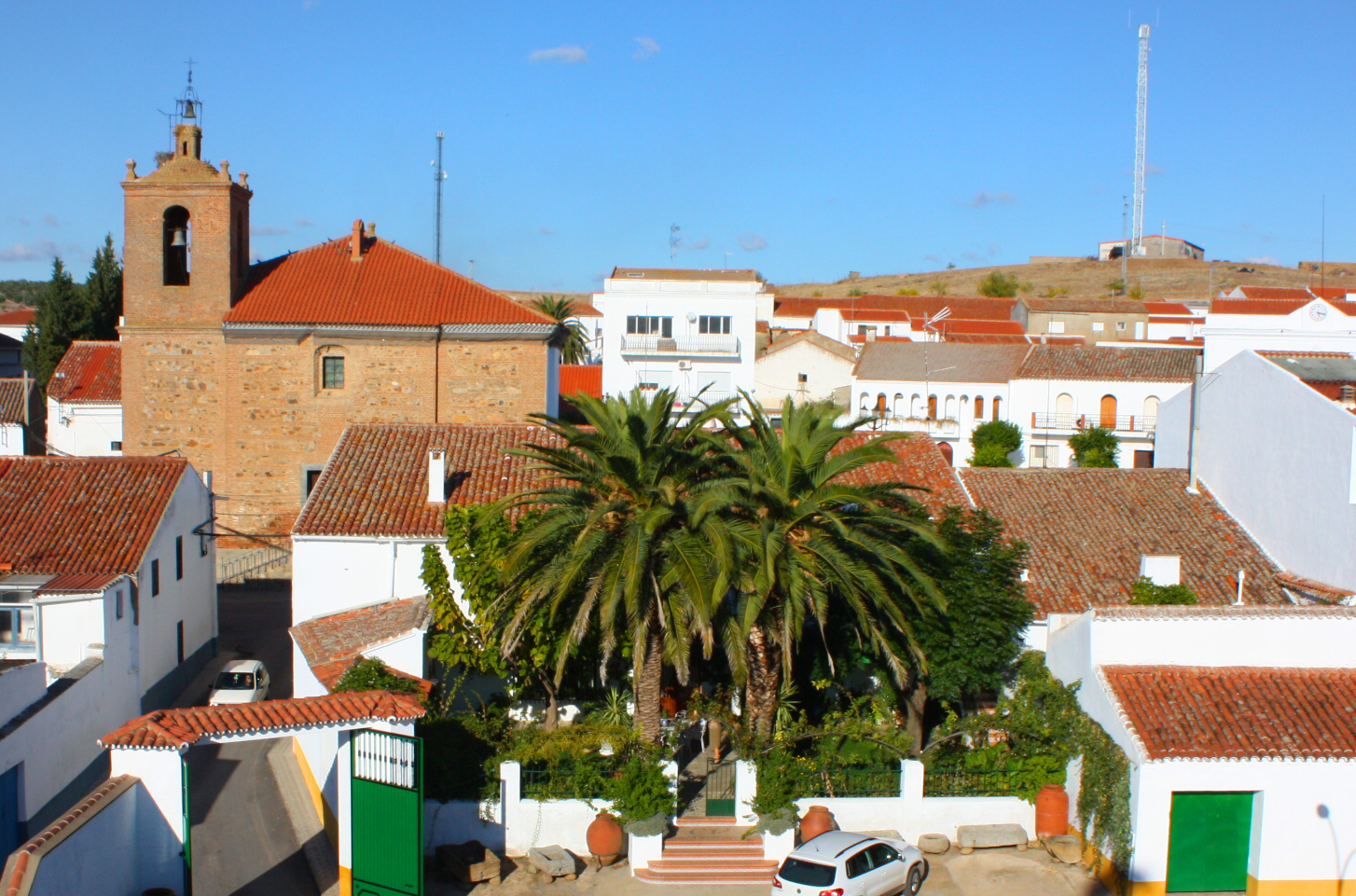
Kirche Mariä Gnade

## Persönlichkeiten
- Juan Uña Gómez (1838–1909), Pädagoge und Anwalt